# 星茄
星茄（学名：Solanum seaforthianum），又名南青杞、懸星花，为茄科茄属下的一个种，原生於中美洲至南美洲热带地区。

## 分佈
本種原生於熱帶美洲，包括伯利茲、巴西東北部、哥倫比亞、哥斯達黎加、古巴、多米尼加共和國、佛羅里達州、危地馬拉、海地、洪都拉斯、牙買加、背風群島、墨西哥灣、墨西哥、尼加拉瓜、巴拿馬、波多黎各、特立尼達、多巴哥、委內瑞拉、安的列斯群島、向風群島等。
本種已被引入到世界各地，包括：百慕大、博茨瓦納、巴西北部、巴西南部、巴西東南部、巴西中西部、中非共和國、華中到華南、科摩羅、塞浦路斯、東喜馬拉雅山、厄瓜多爾、薩爾瓦多、法屬圭亞那、加納、圭亞那、夏威夷 、印度、爪哇、肯尼亞、黎巴嫩、敘利亞、小巽他群島、馬達加斯加、馬拉維、毛里求斯、莫桑比克、緬甸、納米比亞、琉球群岛、新喀裡多尼亞、新幾內亞、新南威爾士州、南非、巴基斯坦、巴拉圭、秘魯、菲律賓、昆士蘭州、留尼汪、塞內加爾、塞拉利昂、斯威士蘭、台灣、坦桑尼亞、泰國、烏干達、瓦努阿圖、越南、贊比亞、扎伊爾、津巴布韋等等。

## 扩展阅读
- 維基物種上的相關：星茄